# 北美、中美和加勒比男子排球锦标赛
北美、中美和加勒比男子排球锦标赛（Men's NORCECA Volleyball Championship）是由北美、中美和加勒比排球联合会組織的北美、中美和加勒比地區高級國家排球隊的正式比賽。自1969年推出以來，錦標賽每兩年舉行一次。